# Kazakfilm
Kazakfilm (kaz. Қазақфильм, ros. Казахфильм, Kazachfilm) – kazachskie studio filmowe z siedzibą w Ałmaty.

## Wybrana filmografia

### Filmy fabularne
- 1939: Amangeldy
- 1984: Strzeż się dziewiątego syna